# (35150) 1993 FR41
1993 FR41 (asteroide 35150) é um asteroide da cintura principal. Possui uma excentricidade de 0.16162990 e uma inclinação de 1.09225º.
Este asteroide foi descoberto no dia 19 de março de 1993 por UESAC em La Silla.